# Homo juluensis
Homo juluensis è il nome proposto nel 2024 per una ipotetica specie di ominide, dal paleoantropologo americano Christopher J. Bae dell'Università delle Hawaii e dal suo collega cinese Xiujie Wu dell'Accademia cinese delle scienze di Pechino, al fine di raggruppare 21 fossili di ominidi recuperati tra il 1976 e il 2018 e scoperti indipendentemente in Asia, di circa 300.000 anni fa.. 
Tale identificazione è controversa perché basata esclusivamente sulla morfologia dei reperti identificati e lo studio del sequenziamento genetico potrebbe far coincidere la nuova specie con i Homo di Denisova.
Secondo tali ricercatori, l'homo juluensis contribuisce a una comprensione più complessa della variabilità degli ominidi nell'Asia orientale, un'area che ospitava numerose popolazioni di ominidi distinti durante il Quaternario. L'analisi dei resti fossili ha permesso di identificare una diversità significativa tra le specie, suggerendo che l'evoluzione umana avvenne con un processo di interazioni, dispersioni e ibridazioni tra diverse popolazioni.

## Etimologia
Il nome "juluensis" deriva da "Juluren", un termine cinese che significa "persone dalla testa grande" in riferimento alla particolare morfologia cranica di questa specie.

## Descrizione fisica
I resti fossili di Homo juluensis mostrano un cranio molto grande rispetto agli esseri umani moderni. I crani trovati hanno un volume che varia tra 1.700 e 1.800 cm³, significativamente più grande rispetto ai 1.200 cm³ dei moderni Homo sapiens. Questo non implica necessariamente un'intelligenza superiore, ma suggerisce una diversa evoluzione morfologica. I denti degli individui di questa specie erano particolarmente grandi, simili a quelli dei Denisoviani, e più grandi di quelli degli altri ominidi conosciuti, come Neanderthal e Homo sapiens. La mandibola e la morfologia dentale supportano l'ipotesi di una possibile affinità con i Denisoviani, una popolazione di ominidi vissuta in Siberia e conosciuta principalmente attraverso il DNA estratto da resti fossili

## Relazione con i Denisoviani
Un aspetto centrale della ricerca su Homo juluensis riguarda la sua possibile connessione con i Denisoviani. Le somiglianze morfologiche tra i resti di H. juluensis e i fossili di Denisoviani, tra cui la struttura delle mascelle e dei denti, suggeriscono che le due specie possano essere la stessa, oppure imparentate, o che abbiano avuto una relazione evolutiva. Tuttavia, la relazione esatta tra queste due popolazioni resta ancora ipotetica e richiede ulteriori ricerche, in particolare sul piano genetico, per essere confermata.

## Estinzione
Si ritiene che Homo juluensis si sia estinto circa 50.000 anni fa, probabilmente a causa dei cambiamenti climatici che caratterizzarono il periodo glaciale. L'andamento delle glaciazioni avrebbe ridotto drasticamente la popolazione, portando alla sua estinzione, con i gruppi sopravvissuti che potrebbero essere stati assorbiti da altre specie umane moderne, come Homo sapiens, che iniziarono a migrare in Asia orientale circa 120.000 anni fa.